# Descomposición en fracciones simples
El método de descomposición en fracciones simples consiste en descomponer un cociente de polinomios en una suma de fracciones de polinomios de menor grado. Se utiliza principalmente en cálculo integral. El requisito más importante es que el grado del polinomio del denominador sea estrictamente mayor que el del numerador.

## Características
Para mayor claridad, sea:
{\displaystyle {\frac {A(x)}{B(x)}}={\frac {a_{m}x^{m}+a_{m-1}x^{m-1}+...+a_{1}x+a_{0}}{b_{n}x^{n}+b_{n-1}x^{n-1}+...+b_{1}x+b_{0}}}}
donde: {\displaystyle m<n\,}. Para reducir la expresión a fracciones parciales se debe expresar la función {\displaystyle B(x)\,} de la forma:
{\displaystyle B(x)=(x+a_{n})(x+a_{n-1})...(x+a_{1})(x+a_{0})\,}
o
{\displaystyle B(x)=(a_{n}x^{2}+b_{n}x+c_{n})(a_{n-1}x^{2}+b_{n-1}x+c_{n-1})...(a_{1}x^{2}+b_{1}x+c_{1})(a_{0}x^{2}+b_{0}x+c_{0})\,}
es decir, como el producto de factores lineales o cuadráticos.

## Casos
Se distinguen 4 casos:

### Factores lineales distintos (raíces simples)
Donde ningún par de factores es idéntico.
{\displaystyle {\frac {A_{1}}{(x+a_{1})}}+{\frac {A_{2}}{(x+a_{2})}}+...+{\frac {A_{n}}{(x+a_{n})}}}
Donde {\displaystyle A_{1},A_{2},...,A_{n}\,} son constantes a determinar, y ningún denominador se anula.

### Factores lineales repetidos (raíces múltiples)
Donde los pares de factores son idénticos.
{\displaystyle {\frac {A_{1}}{(x+a_{1})}}+{\frac {A_{2}}{(x+a_{1})^{2}}}+...+{\frac {A_{n}}{(x+a_{1})^{n}}}}
Donde {\displaystyle A_{1},A_{2},...,A_{n}\,} son constantes a determinar, y ningún denominador se anula.

### Factores cuadráticos distintos
Donde ningún par de factores es igual.
{\displaystyle {\frac {A_{1}x+B_{1}}{(a_{1}x^{2}+b_{1}x+c_{1})}}+{\frac {A_{2}x+B_{2}}{(a_{2}x^{2}+b_{2}x+c_{2})}}+...+{\frac {A_{n}x+B_{n}}{(a_{n}x^{2}+b_{n}x+c_{n})}}}
Donde {\displaystyle A_{1},B_{1},A_{2},B_{2},...,A_{n},B_{n}\,} son constantes a determinar, y ningún denominador se anula.

### Factores cuadráticos repetidos
{\displaystyle {\frac {A_{1}x+B_{1}}{(a_{1}x^{2}+b_{1}x+c_{1})}}+{\frac {A_{2}x+B_{2}}{(a_{1}x^{2}+b_{1}x+c_{1})^{2}}}+...+{\frac {A_{n}x+B_{n}}{(a_{1}x^{2}+b_{1}x+c_{1})^{n}}}}
Donde {\displaystyle A_{1},B_{1},A_{2},B_{2},...,A_{n},B_{n}\,} son constantes a determinar, y ningún denominador se anula.

## Cómputo de las constantes
Para hallar las constantes, en el caso de factores lineales distintos se puede utilizar la siguiente fórmula:
{\displaystyle A_{k}=\left[{\frac {A(x)}{B(x)}}(x+a_{k})\right]_{x=-a_{k}}}
en donde {\displaystyle k=(1,2,...,n)\,}
Para los otros casos no existe una formulación específica. Sin embargo, estos se pueden resolver simplificando y formando un sistema de ecuaciones con cada una de las {\displaystyle A_{k}\,}, la resolución del sistema proporciona los valores de los {\displaystyle A_{k}\,}.

### Ejemplo 1 (raíces simples)
Sea {\displaystyle {\frac {x+3}{(x+1)(x+2)}}}
Se puede descomponer en {\displaystyle {\frac {x+3}{(x+1)(x+2)}}={\frac {a}{x+1}}+{\frac {b}{x+2}}}
Necesitamos encontrar los valores a y b
El primer paso es deshacernos del denominador, lo que nos lleva a:
{\displaystyle {\frac {x+3}{(x+1)(x+2)}}={\frac {a(x+2)+b(x+1)}{(x+1)(x+2)}}}
Simplificando
{\displaystyle x+3=a(x+2)+b(x+1)}
El siguiente paso es asignar valores a x, para obtener un sistema de ecuaciones, y de este modo
calcular los valores a y b.
Sin embargo, podemos hacer algunas simplificaciones asignado 
{\displaystyle {\begin{array}{rlr}x&=-2&\;{\mbox{lo que produce}}\\-2+3&=a(-2+2)+b(-2+1)&\;calculando\\1&=-b&\;{\mbox{ es decir}}\\b&=-1\end{array}}}
Para el caso de a observamos que {\displaystyle x=-1} nos facilita el proceso
{\displaystyle {\begin{array}{rlr}x&=-1&{}\\-1+3&=a(-1+2)+b(-1+1)&{}\\2&=a&{}\\a&=2&{}\end{array}}}
Siendo el resultado, el siguiente
{\displaystyle {\frac {x+3}{(x+1)(x+2)}}={\frac {2}{x+1}}+{\frac {-1}{x+2}}}

### Ejemplo 2 (raíces simples)
Sea {\displaystyle {\frac {x^{2}+3x+1}{(x+1)^{3}}}}
Se puede descomponer de esta manera
{\displaystyle {\frac {a}{x+1}}+{\frac {b}{(x+1)^{2}}}+{\frac {c}{(x+1)^{3}}}}
multiplicando por {\displaystyle (x+1)^{3}}, tenemos ejemplo:
{\displaystyle {\frac {(x^{2}+3x+1)(x+1)^{3}}{(x+1)^{3}}}={\frac {a(x+1)^{3}}{x+1}}+{\frac {b(x+1)^{3}}{(x+1)^{2}}}+{\frac {c(x+1)^{3}}{(x+1)^{3}}}}
Simplificando
{\displaystyle x^{2}+3x+1=a(x+1)^{2}+b(x+1)+c}
Procedemos a asignar valores a x, para formar un sistema de ecuaciones
{\displaystyle {\begin{array}{lrclr}{\text{Sea}}&x&=&0&{\mbox{resulta en}}\\{}&1&=&a+b+c&{}\\{\text{Sea}}&x&=&1&{}\\{}&5&=&4a+2b+c&{}\\{\text{Sea}}&x&=&-1&{}\\{}&-1&=&0+0+c&{}\end{array}}}
Resolviendo el sistema de ecuaciones, tenemos finalmente 
{\displaystyle {\frac {x^{2}+3x+1}{(x+1)^{3}}}={\frac {1}{x+1}}+{\frac {1}{(x+1)^{2}}}+{\frac {-1}{(x+1)^{3}}}}

### Ejemplo 3 (raíces complejas simples)
Tenemos {\displaystyle {\frac {1}{x(x^{2}+1)}}} que se puede convertir en {\displaystyle {\frac {a}{x}}+{\frac {bx+c}{x^{2}+1}}}
Multiplicamos por {\displaystyle x(x^{2}+1)}
Tenemos
{\displaystyle {\frac {x(x^{2}+1)}{x(x^{2}+1)}}={\frac {ax(x^{2}+1)}{x}}+{\frac {(bx+c)x(x^{2}+1)}{x^{2}+1}}}
Simplificando
{\displaystyle 1=a(x^{2}+1)+(bx+c)x}
Ahora podemos asignar valores a x
{\displaystyle {\begin{array}{lrcl}{\text{Si}}&x&=&0\\{}&1&=&a\\{\text{Si}}&x&=&1\\{}&1&=&2a+(b+c)\cdot 1\\{}&1&=&2\cdot 1+b+c\\{}&-1&=&b+c\\{\text{Si}}&x&=&-1\\{}&1&=&2a+(-b+c)\cdot -1\\{}&-1&=&b-c\end{array}}}
Resolviendo el sistema, resulta {\displaystyle a=1\;b=-1\;c=0}
Y el problema se resuelve de esta manera
{\displaystyle {\frac {1}{x(x^{2}+1)}}={\frac {1}{x}}+{\frac {-x}{x^{2}+1}}}